# Elwro 800
Elwro 800 – komputer i seria (rodzina) modeli komputerów oraz systemów komputerowych, opracowanych w latach osiemdziesiątych XX wieku przez Elwro. Wykonano egzemplarze prototypowe i wystawiennicze, lecz nie wdrożono tego modelu do seryjnej produkcji. Po raz pierwszy zaprezentowany został w 1985 roku na Międzynarodowych Targach Poznańskich, gdzie został nagrodzony złotym medalem. System miał zastąpić komputer Elwro 600. Kolejnym opracowaniem Elwro był komputer Elwro 801AT.
Wyprodukowano ok. 100 sztuk komputera Elwro 800.

## Koncepcja i budowa
Zakładano, że w ramach systemów komputerowych serii Elwro 800, będzie istniała możliwość budowy systemów:
- jednomodułowych (8-bitowych, bądź 16-bitowych) – w pełni funkcjonalny, pojedynczy mikrokomputer,
- jednoprocesorowych, wielomodułowych (kolejne moduły oparte na procesorach sterujących oraz sterownikach biernych)
- wieloprocesorowych, wielomodułowych (maksymalnie do 16),
- heterogeniczych systemów wieloprocesorowych.

Z założenia system umożliwiać miał łatwą rozbudowę zakupionego systemu komputerowego o kolejne moduły zwiększające jego możliwości, w przypadku gdy osiągnięte podczas eksploatacji obciążenie systemu narzucało taką konieczność.
Jak wyżej zaznaczono komputer miał budowę modułową umożliwiającą zestawianie konkretnych egzemplarzy o różnych możliwościach technicznych z dostosowaniem do potrzeb użytkownika. Architektura komputera oparta była bądź o 8-bitowy procesor 8080A, bądź 16-bitowy procesor 8086. Konfiguracja jednoprocesorowa, oparta na module 16-bitowym z procesorem 8086, stanowiła odpowiednik (klon) komputera klasy IBM PC/XT, dając możliwość stosowania całego oprogramowania dostępnego dla tego systemu komputerowego. Opracowane zestawy komputerowe wyposażone były w klawiaturę typu MST 8524, oraz drukarkę produkcji Mera-Błonie typu D-100. W trybie tekstowym na ekranie wyświetlanych było po 80 znaków (kolumn) w 25 wierszach, natomiast w trybie graficznym zapewniono rozdzielczość 640 lub 800x 200 punktów w 16 kolorach. Mógł współpracować między innymi z monitorami serii MERA 7900, np. MERA 7953N.

## Dane techniczne
| element           | architektura 8-bitowa                                                           | architektura 16-bitowa                                                          |
| ----------------- | ------------------------------------------------------------------------------- | ------------------------------------------------------------------------------- |
| procesor          | 8080A                                                                           | 8086 (8088)                                                                     |
| zegar             | 2 MHz                                                                           | 5 MHz                                                                           |
| koprocesor        |                                                                                 | 8087                                                                            |
| RAM               | 8-64 kB                                                                         | 32-128 (256) kB                                                                 |
| ROM               | 4-32 kB                                                                         | 8-64 kB                                                                         |
| tryb tekstowy     | 80x25                                                                           | 80x25                                                                           |
| tryb graficzny    | 640 lub 800x200 – 16 kolorów                                                    | 640 lub 800x200 – 16 kolorów                                                    |
| pamięć masowa     | stacje dyskietek: 2-4 szt. 5,25 lub 8 cali przewidywano opcjonalnie dysk twardy | stacje dyskietek: 2-4 szt. 5,25 lub 8 cali przewidywano opcjonalnie dysk twardy |
| system operacyjny | EMOS                                                                            | CP16                                                                            |